# I polacchi (Ubu Roi)
I polacchi (Ubu Roi) è uno spettacolo diretto e interpretato da Carmelo Bene, rielaborazione personale tratta dall'Ubu Roi di Alfred Jarry, che fu proposto al Teatro dei Satiri a Roma nel 1963. Contemporaneamente all'Ubu Roi, Carmelo Bene lavora anche ad altri due progetti, Edward II di Christopher Marlowe e alla Salomè di Oscar Wilde.

## Controversie
Fu proprio in una di queste repliche dell'Ubu Roi che Il Teatro dei Satiri fu circondato e invaso dalle forze pubbliche della buon costume, in cerca di un "quadro della Madonna". Venne chiamato a telefono Carmelo Bene e gli s'ingiunse espressamente di presentarsi subito sul luogo del reato. Nel perquisire lo stabile un'alabarda medioevale cadde in testa all'inquirente, fracassandogli il cranio; fra urla e strepiti, accorre un suo collega che strappando il lume dalle mani del custode del teatro, lo fece cadere a terra facendolo spegnere. Tutti rimasero al buio. Si seppe alla fine che uno spettatore zelante, un po' forse troppo religioso, aveva denunciato una scena, chiamandola "quadro", che secondo lui oltraggiava l'immagine della Madonna.